# 坎山镇
坎山镇，中国浙江省杭州市萧山区已撤销的一个镇，位于萧山区东部。辖区总面积32.88平方公里，总人口11万。坎山镇得名于境内的龛山(“坎”与“龛”谐音)。龛山位于镇西，形状似龛，故名。2013年8月，坎山镇与党山镇一同并入瓜沥镇。

## 辖区
撤销之前，坎山镇辖有：
- 社区(4)：振兴社区、新凉亭社区、塘上社区、下街社区；
- 行政村(19)：凤升村、勇建村、荣新村、工农村、张神殿村、群谊村、东社村、孙家弄村、甘露亭村、八大村、沿塘村、梅仙村、建盈村、三盈村、国庆村、万安村、民丰河村、三岔路村、新港村。